# 주커피
주커피(영어: ZOO COFFEE)는 2009년 한국에서 창립된 커피 전문점이다. 2009년 서울 강남 논현 1호점을 정식 오픈하며 시작되었다. 이후 2년간 100여개의 매장을 세웠다.

## 매장 지역
- 서울특별시 : 가든파이브점, 장안점, 영등포지하상가점, 개포점, 서초역점, 여의도점
- 부산광역시 : 해운드주바운스점
- 대구광역시 : 대구수목원점, 진천점
- 광주광역시 : 수완점
- 대전광역시 : 중촌점, 둔산점
- 경기도 : 김포주바운스점, 수원정자점, SK청평점, 별내카페거리점, 수원역점, 한국산업기술대학교점, 오리역점
- 강원특별자치도 : SK춘천후평점
- 충청북도 : 청주대점
- 충청남도 : 서산점, 논산취암점
- 전북특별자치도 : 김제점
- 경상북도 : 포항점, 왜관점, 영천영대병원점, 영천금호점
- 경상남도 : 거제맹종죽테마파크점